# AS-101

أي-101  بالإنجليزية A-101 أو SA-6 هي التجربة الأولى لإطلاق صاروخ ساتورن 1 حاملا كبسولة قيادة شكلية تسمى Boilerplate في برنامج أبولو في عام 1964 .

## كبسولة القيادة الشكلية
كانت أول إقلاعات لصاروخ من نوع ساتورن1 محملة بقمع مقدمة (رأس) من صاروخ يوبيتر-سي حيث كانت خواص تلك المقدمة مدروسة تماما، وأرادالمهندسون التركيز على اختبار الصاروخ نفسه . ولكن لغرض الذهاب إلى القمر فقد لزم التأكد من الإقلاع السليم للصاروخ عندما يكون حاملا مركبة القيادة التي يركبها رواد الفضاء. لذلك صمم الإقلاع أي-101 بأن يحمل الصاروخ مركبة قيادة شكلية أعطوها اسم Boilerplate BP-13 وهي تماثل المركبة الحقيقية من يث الحجم، والوزن، والشكل، ومركز الثقل عندما يركبها رواد الفضاء.
أمكن تثبيت زويد مركبة الفضاء الشكلية بعدد 116 مقياس لأخذ قياسات على قوى إجهاد الهيكل، والضغط، والتسريع وتأثيرها على المركبة بغرض التأكد من صلاحيتها.

## الإقلاع

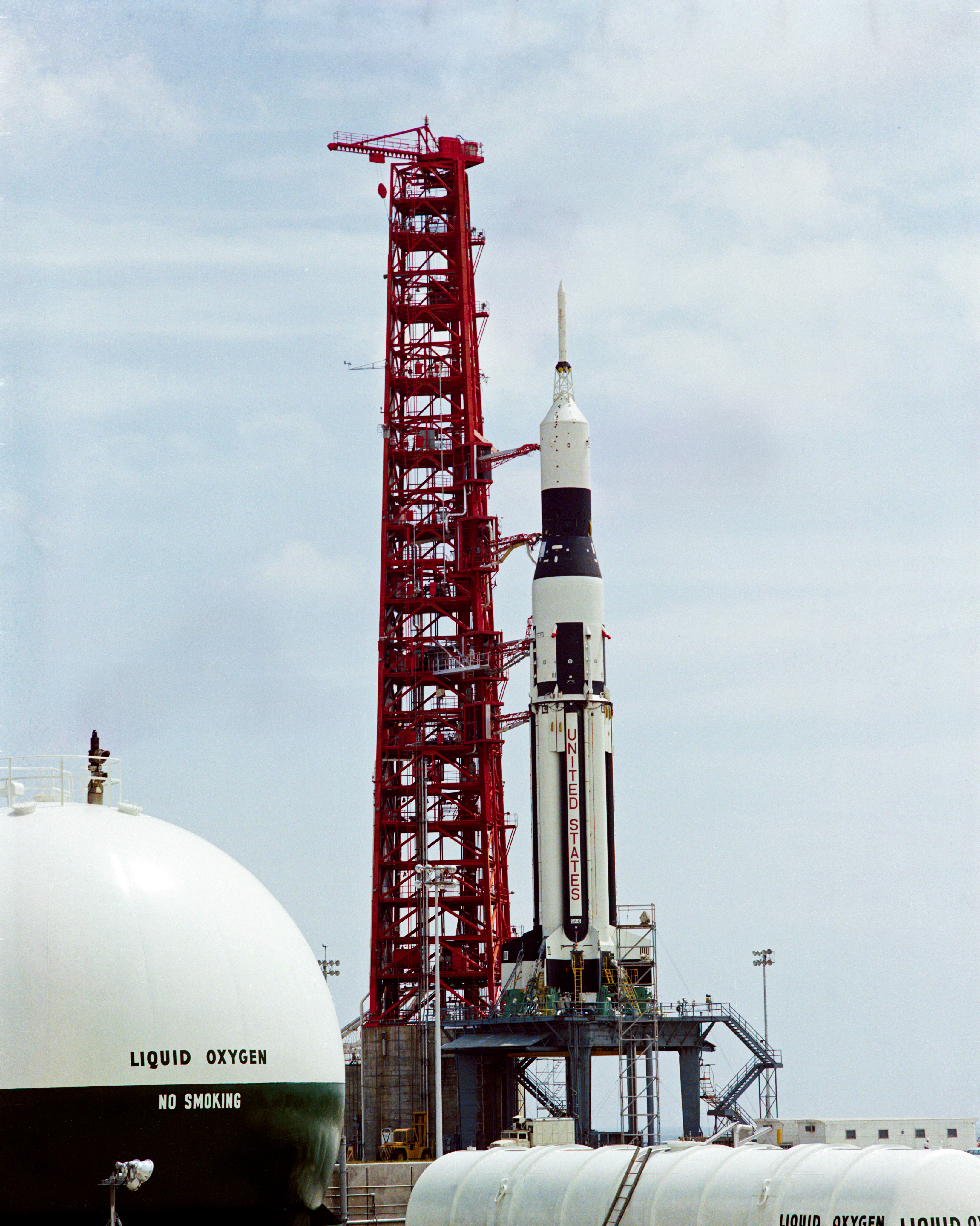
A-101 (SA-6) (NASA)

احتاج الإقلاع إلى ثلاثة محاولات . المحاولة الأولى عندما أوقف الإقلاع بسبب شوائب اختلطت بالوقود . وأوقفت المحاولة الثانية بسبب ارتفاع درجة حرارة جهاز التوجيه بسبب عطل أصاب أحد أجهزة التبريد.
ثم تم إقلاع الصاروخ يوم 28 مايو 1964 من منصة الإقلاع رقم 37B واستخدم الإقلاع مركبة فضائية شكلية من نوع أبولو Apollo Boilerplate BP-13.
وكان الإقلاع عاديا في ال 77 ثانية الأولى حيث توقف المحرك الصاروخي رقم 8 عن العمل طارئا كما حدث من قبل خلال التجربة (SA-4 (Apollo ، ولكن باقي المحركات عملوا على استهلاك الوقود الخاص بالمحرك رقم 8 ولذلك استغرق عملهم مدة 7و2 ثانية أطول عن الخطة الموضوعة للإطلاق. وبعد مرور 10 ثوان أخرى فصل نظام الإنقاذ LES مركبة الفضاء عن الصاروخ . وكذلك انفصلت 8 كاميرات عن الصاروخ حيث قامت بتصوير عملية انفصال مركبة القيادة عن الصاروخ وتتابع انفصال المراحل المختلفة.
وانتهت المرحلة الثانية من الصاروخ بعد 624 ثانية من الإقلاع وأصبحت هي والمركبة الفضائية على ارتفاع 182 كيلومتر وأصبحت في مدار حول الأرض على هيئة القطع الناقص أعلى نقطة فيه 227 كيلومتر والنقطة المنخفضة 182 كيلومتر . ظلت الأجهزة ترسل قياسات إلى الأرض مدة أربعة دورات حول الأرض إلى أن فرغت البطاريات . ثم أكملت الكبسولة والمرحلة الثانية 54 دورة حول الأرض سقطتا بعدهم في المحيط الهادي.

## اقرأ أيضا
- أبولو 8
- أبولو 10
- أبولو 11
- نيل أرمسترونج
- قائمة بعثات أبولو

## وصلات خارجية
- The Apollo Spacecraft: A Chronology
- http://nssdc.gsfc.nasa.gov/database/MasterCatalog?sc=1964-025A
- Moonport: A History of Apollo Launch Facilities and Operations
- http://science.ksc.nasa.gov/history/apollo/sa-6/sa-6.html
- Stages to Saturn